# Рыцарь Ордена
«Рыцарь Ордена» — подростковый роман Сергея Садова в жанре «попаданческого» фэнтези.

## Особенности написания
Формально является трилогией, состоящей из трёх книг «Наследник Ордена», «Рыцарь двух миров» и «Клинки у трона», однако по информации от автора, был так поделён не столько по этапности сюжета, сколько чисто технически из-за значительного объёма. Был начат автором ещё в подростковом возрасте, позднее в 1999—2000 годах доработан «вычиткой на общественных началах» с участием его читателей в интернете. Впервые выпущен издательством «Форум» в 2005—2006 годах, позднее переиздан тем же «Форумом» и издательством «Эксмо». В 2010 году было начато издание романа в польском переводе люблинским издательством Fabryka Słów.

## Сюжет
Ничем не выделяющемуся школьнику Егору Громову с тринадцатилетием начинает откровенно не везти. Однажды весной ему за один день выпадает столько неприятностей, что найдя на пустыре необычный Ключ, Егор воспринимает его как хоть какую-то компенсацию дневных проблем, отказывается отдать его человеку, непонятно отчего готовому выложить за этот ключ большие деньги, сбегает от него и, неожиданно открыв невесть откуда взявшуюся дверь — проваливается в совершенно незнакомый мир. Встретившие там Егора духи последнего из великих магов и прославленного рыцаря рассказывают ему о том, что во имя спасения от глобальной катастрофы или хотя бы её отсрочки, цельный мир когда-то был разделён на два «параллельно-перпендикулярных» — его технологическую ипостась, где практически не действует магия, и магическую, где действуют физические технологии не выше средневекового уровня. Тем не менее, Магическому миру угрожают захватнические планы неизвестно откуда появившегося мага смерти, известного как Сверкающий и потенциально способного добраться и до второй части мира, вновь толкнув его на быстрое движение к гибели.
Вне зависимости от желания Егора вступать в борьбу со злом, даже только для возвращения к семье, ему необходимо предпринять путешествие и найти второй Ключ, открывающий обратный переход — попутно позволив перейти тому, кого исходно ожидали маг и рыцарь в качестве потенциального героя, способного бросить вызов захватчику. Натаскав подростка в знании опасностей и боевых искусствах на уровне сильнейших бойцов магического мира, его отпускают в путь под выбранным им именем Энинг. Пытаясь вначале всего лишь найти путь домой, Егор-Энинг исподволь совершает поступки, влияющие на многих людей, приобретает друзей и, увы, теряет их. Отнюдь не желая ввязываться в борьбу кого-либо с кем-либо, тем не менее,  приобретает серьезную репутацию и становится одной из центральных личностей, объединяющих ряд стран в борьбе с угрозой. Однако все не так просто…

## Оценка книги
Рецензия на роман в журнале «Мир фантастики» сравнивает стиль романа с творчеством Крапивина и характеризует его как хороший подростковый роман, рекомендуя читателям самого разного возраста. К недостаткам книги относится недостаточная техническая проработанность текста, впрочем, не снижающая его увлекательность.